# Франц Екштайн
Франц Ґреґор Іґнац Екштайн (нім. Franz Gregor Ignaz Eckstein, чеськ. František Řehoř Ignác Eckstein; 1689, Жідовіце біля Жатеца (Моравія) — 1741, Львів) — чеський художник, який працював у Моравії, Сілезії і Галичині. Батько Себастіяна Екштайна.

## Життєпис
Народився в Моравії (Чехія). До 1709 року був студентом Міхаеля Венцеля Гальвакса, можливо, також навчався в Римі. Творив декоративні ілюзіоністські фрески в стилі пізнього бароко. У своїй творчості черпав натхнення головним чином від Андреа Поццо, італійського живописця, художника-декоратора і теоретика мистецтва бароко.
У 1711 році одружився і оселився у Брно. З 1727 до 1733 року працював у Кракові, а з 1740 до 1741 року — у Львові.
Серед його учнів був Ґоттфрід Бернгард Ґец.

## Твори
- фрески в каплиці Навернення святого Павла в замку Пернштейн (1716) — «Дев'ять ангельських хорів»,
- цикл фресок на склепінні монастирської базиліки Успіння Пресвятої Богородиці та св. Кирила і Мефодія у Велеграді (1719—1722) — у співпраці з Йоганом Ґеорґом Етґенсом,
- цикл фресок на склепіннях лоретанської каплиці в монастирі міноритів у Брно (1725),
- фреска в святковому залі замку в Мілотіче (1725) — «Апофеоз сім'ї Сереньї»,
- фреска на склепінні паломницької церкви Діви Марії Семиболісної та Воздвиження Святого Хреста біля Крнова (1726—1727) — «Вознесіння Христа» — не збереглася,
- фреска на склепінні замкової каплиці св. Архистратига Михаїла в Краварже (1727—1730) — «Успіння Діви Марії»
- фрески в піярському костелі Преображення Господнього у Кракові (1727 і 1733) — ілюзорний вівтар у пресбітерії і «Тріумф католицької церкви» на зводі нефа,
- фреска в парадному залі східного крила палацу Шраттенбахів у Брно (перша половина 30-х років) — «Перемога Істини і Милосердя над Часом»,
- фреска на склепінні єзуїтської церкви святого Юрія в Опаві (1731) — не збереглася,
- фреска на сходах земського будинку в Брно (1732 р.) — «Святкування правителя (Карл VI)»,
- фреска в пресбітерії єзуїтської церкви у Брно (1735) — не збереглася, замінена фрескою Фелікса Антона Шеффлера,
- фрески в церкві святого Миколая у Брно (1737 р.) — не збереглися,
- фрески в каплиці святого Маврикія в костелі святого Якова у Брно (1737) — не збереглися,
- фрески в єзуїтській церкві святих Петра і Павла у Львові (1740) — сцени з Нового Завіту.

## Галерея

Твори Франца Екштайна
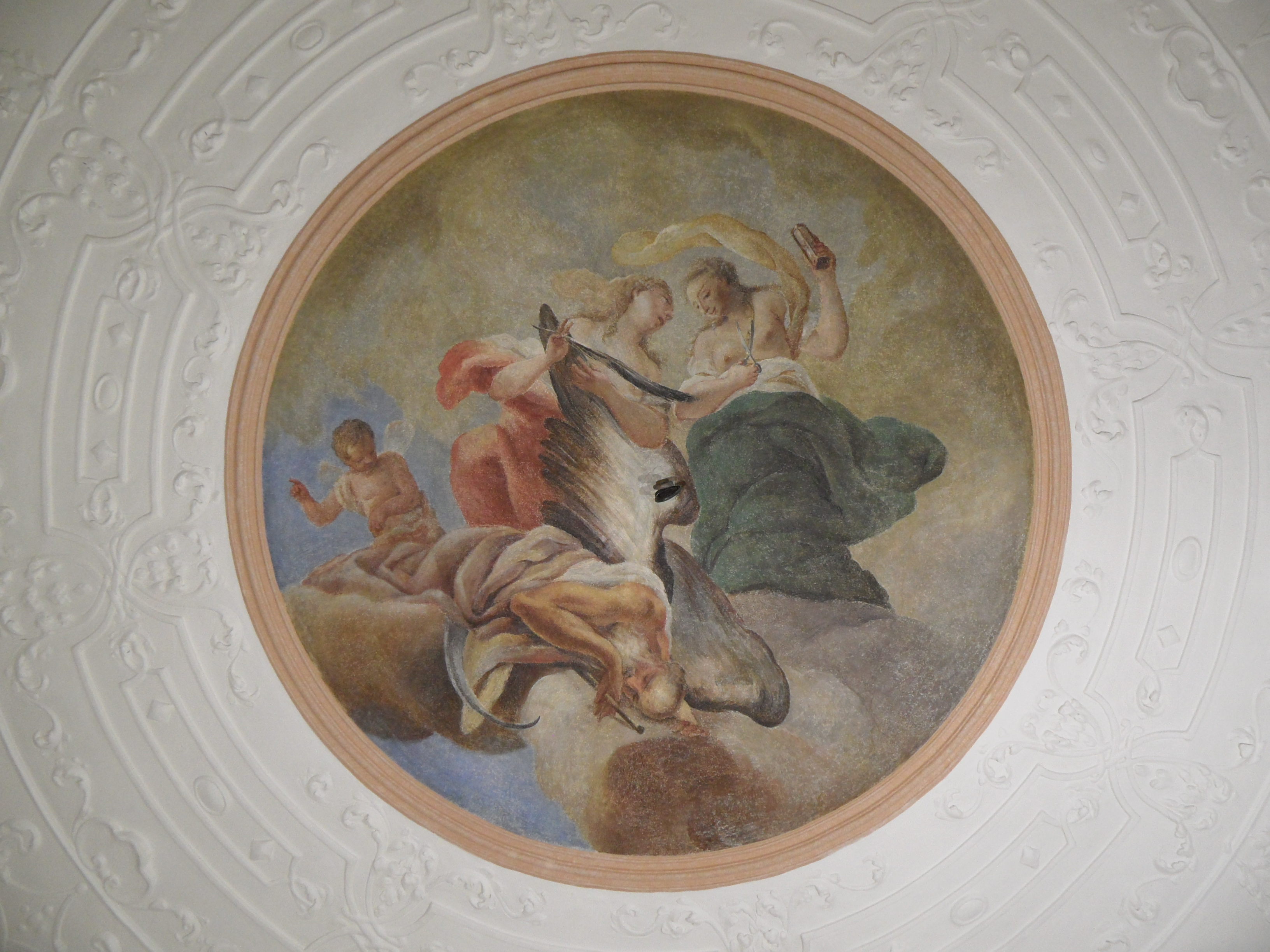
Палац у Брно. Фреска «Перемога Істини і Милосердя над Часом»
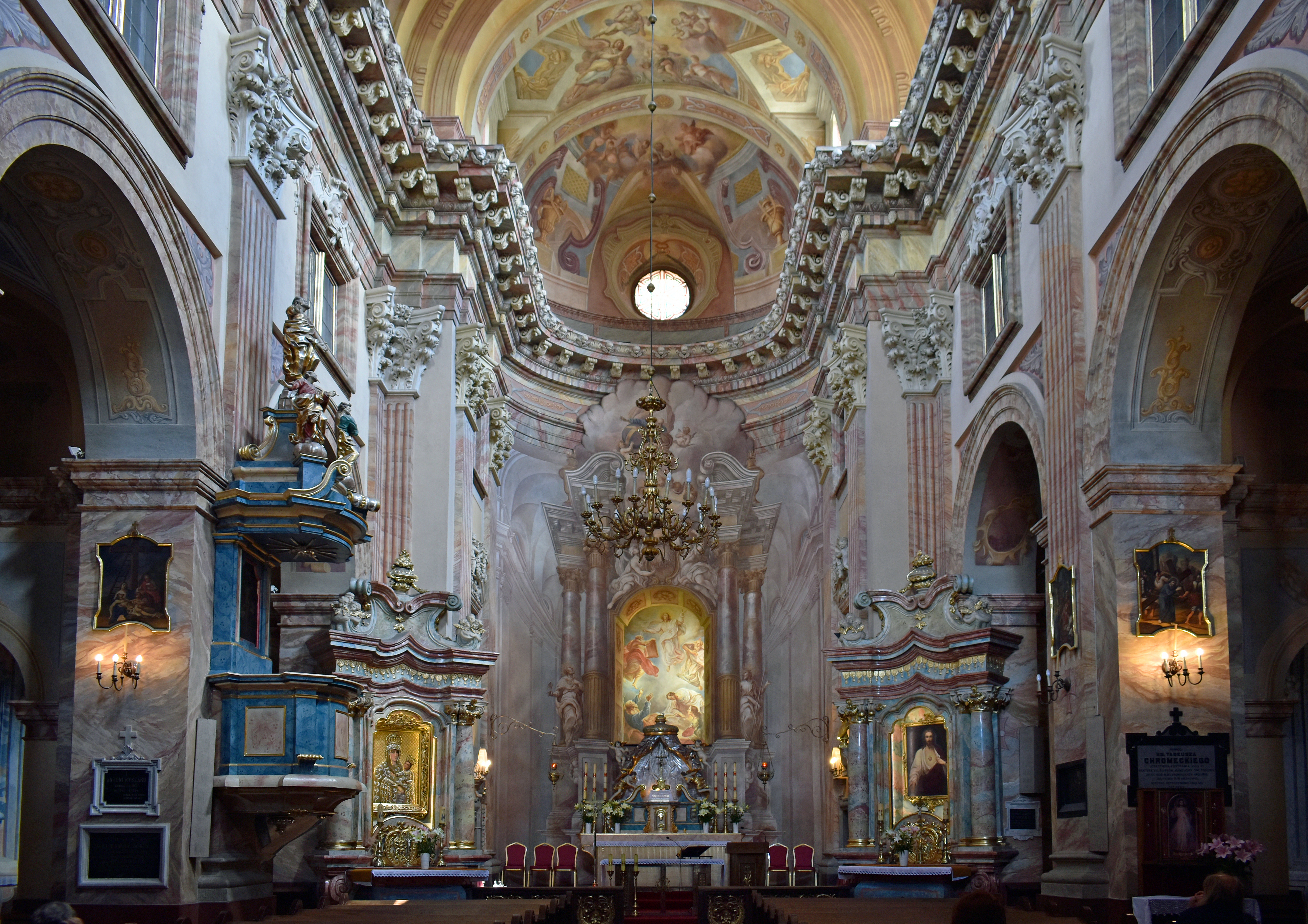
Костел піярів у Кракові
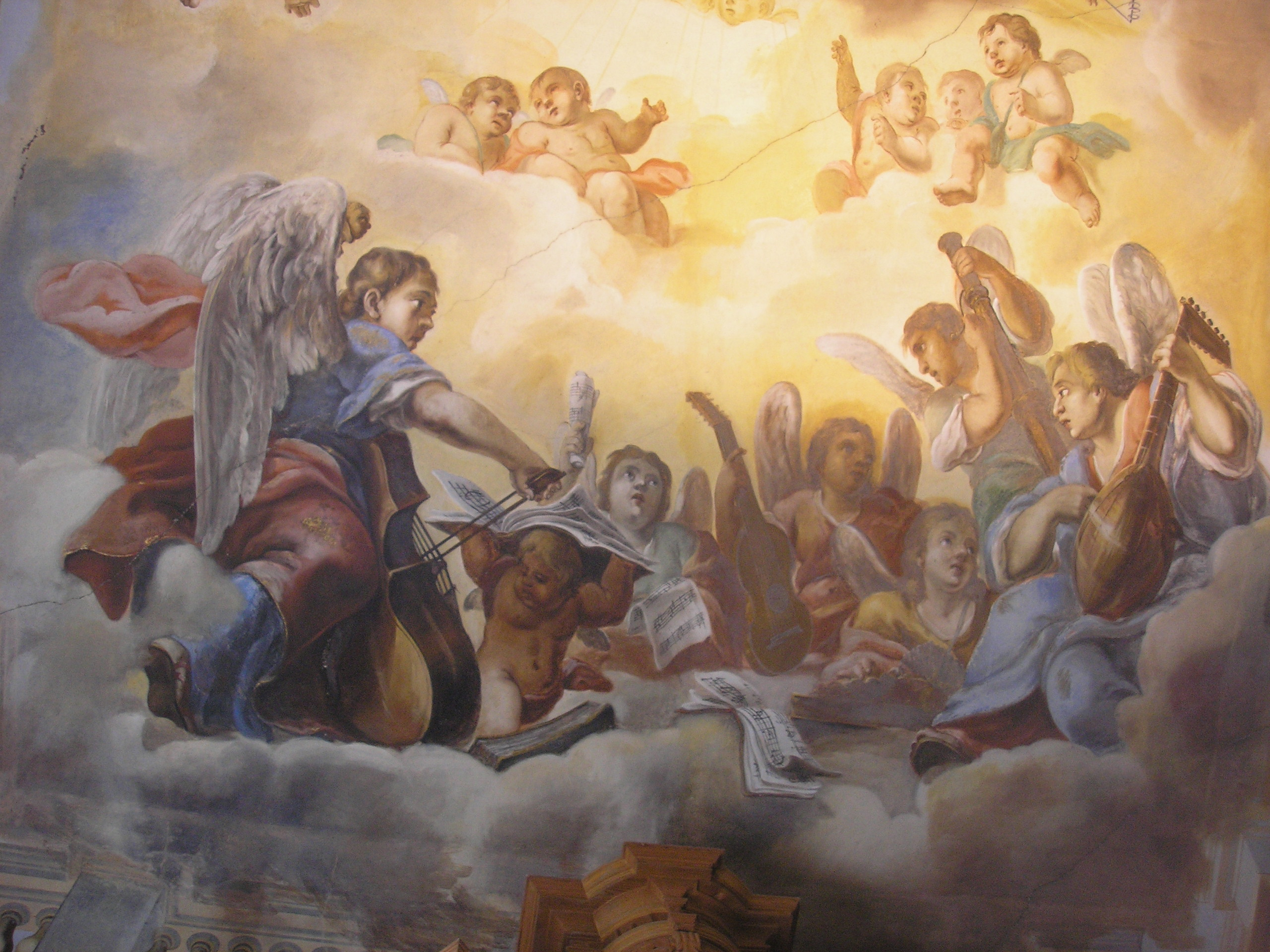
Фреска в замковій каплиці замку Пернштейн
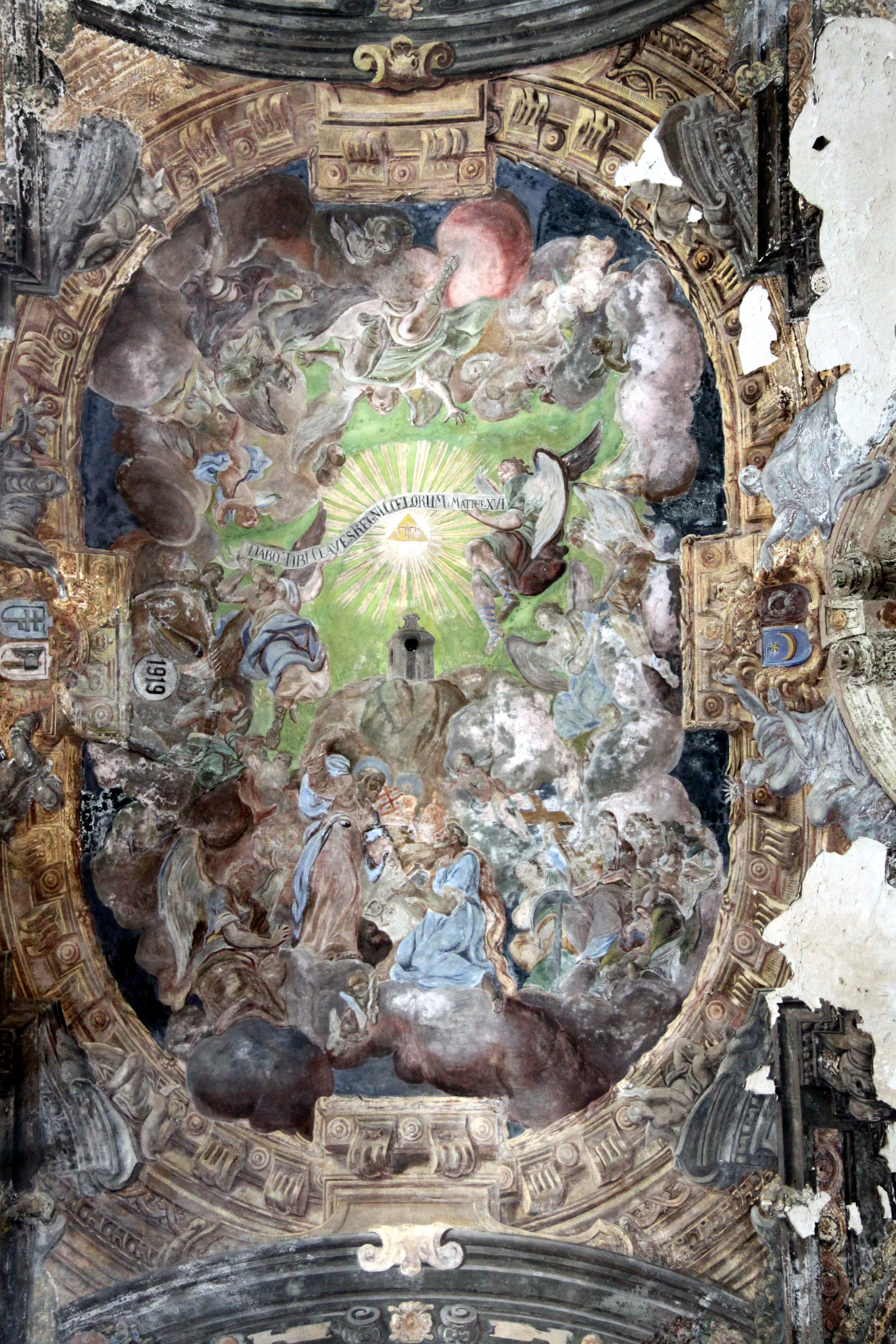
Фрески на склепінні костелу єзуїтів у Львові

15 грудня 2017 року відбулося відкриття відреставрованих фресок склепіння вівтарної частини Гарнізонного храму святих апостолів Петра і Павла авторства Франца Екштайна. Реставраційні роботи виконувала міжнародна команда спеціалістів з Академії мистецтв Кракова й Львова впродовж 2015—2017 років.